# 馬拉諾亞 (澳大利亞國會選區)
馬拉諾亞選區（英語：Division of Maranoa），是澳大利亞昆士蘭州的下議院選區，位於該州西南部廣大荒野。面積731,297平方公里。
選區始於1900年，是原始的七十五個聯邦國會選區之一。因馬拉諾亞河穿過本區而得名。本區一直是國家黨佔優的選區。2010年大選，自1990年起任當區議員的、國家黨的布魯斯·斯科特以在2008年由昆士蘭州的自由國家合併而成的昆士蘭自由國家黨名義連任成功。